# Oravais fabrik
Oravais fabrik är ett gammalt bruksområde i Oravais i Finland, belägen i närheten av Oravais masugn, nordost om tätorten Oravais. Masugnen  grundades 1736 och var i drift till 1867. År 1885 grundades ett ullspinneri och väveri som utvecklades till en betydande textilindustri. Tillverkningen av ylletyger lades ned 1977 och   fabriken fortsatte som enbart konfektionsindustri till 1988.
Idag huserar bland annat sandpapperstillverkaren KWH Mirka OY i de gamla fabrikslokalerna.